# Solidaris Brabant
Solidaris Brabant, tot 2022 de Federatie van Socialistische Mutualiteiten van Brabant (Socialistische Mutualiteit, FSMB) en in het Frans Fédération des Mutualités Socialistes du Brabant (Mutualité Socialiste, FMSB), is een Belgisch socialistisch ziekenfonds met hoofdzetel in Brussel. Het is actief in Vlaams-Brabant en het Brussels Hoofdstedelijk Gewest. Solidaris Brabant is aangesloten bij het Nationaal Verbond van Socialistische Mutualiteiten.
Het ziekenfonds gaat terug op een mutualiteitsverbond dat in 1909 in Brussel werd opgericht. In 2008 werd het Ziekenfonds van Vervoer en Verkeer (307) geïntegreerd in de FSMB. Op 1 juli 2022 veranderde het ziekenfonds van naam. Daarmee deelt het zijn naam met Solidaris West-Vlaanderen, Solidaris Oost-Vlaanderen, Solidaris Antwerpen, Solidaris Limburg, Solidaris Wallonie en de landsbond Solidaris.